# Chistochina
Chistochina és una concentració de població designada pel cens dels Estats Units a l'estat d'Alaska. Segons el cens del 2000 tenia 93 habitants.

## Demografia
Segons el cens del 2000, Chistochina tenia 93 habitants, 37 habitatges, i 26 famílies La densitat de població era de 0,1 habitants/km².
Dels 37 habitatges en un 29,7% hi vivien nens de menys de 18 anys, en un 43,2% hi vivien parelles casades, en un 13,5% dones solteres, i en un 29,7% no eren unitats familiars. En el 27% dels habitatges hi vivien persones soles el 13,5% de les quals corresponia a persones de 65 anys o més que vivien soles. El nombre mitjà de persones vivint en cada habitatge era de 2,51 i el nombre mitjà de persones que vivien en cada família era de 2,92.
Per edats la població es repartia de la següent manera: un 25,8% tenia menys de 18 anys, un 7,5% entre 18 i 24, un 28% entre 25 i 44, un 22,6% de 45 a 60 i un 16,1% 65 anys o més.
L'edat mediana era de 38 anys. Per cada 100 dones hi havia 121,4 homes. Per cada 100 dones de 18 o més anys hi havia 122,6 homes.
La renda mediana per habitatge era de 24.107 $ i la renda mediana per família de 41.250 $. Els homes tenien una renda mediana de 41.250 $ mentre que les dones 0 $. La renda per capita de la població era de 12.362 $. Aproximadament el 29,6% de les famílies i el 28,6% de la població estaven per davall del llindar de pobresa.

## Poblacions més properes
El següent diagrama mostra les poblacions més properes.